# Жемчужный, Сергей Фёдорович
Сергей Федорович Жемчужный (24 июня [6 июля] 1873, Керчь, Таврическая губерния — 27 сентября 1929, Ленинград) — российский и советский химик-неорганик и металлограф.

## Биография
Родился 24 июня (6 июля) 1873 года в Керчи.
В 1895 году окончил Московский университет, и в 1900 Петербургский горный институт.
Был учеником, соавтором и близким сотрудником Н. С. Курнакова. Их совместные работы легли в основу физико-химического анализа.
С 1901 Жемчужный работал под руководством Курнакова в Петербургском политехническом институте.
Учениками учёного были В. А. Немилов, С. А. Погодин.
Скончался 27 сентября 1929 года в Ленинграде.

## Вклад в науку
Жемчужный стал пионером исследования сплавов высокого электрического сопротивления и организовал их производство в России. Он открыл пластичность сплавов на основе марганца, доказав возможность их технического использования, предложил оригинальный метод изучения микроструктуры сплавов солей, а также установил диаграммы состояния для многих (цинк-сурьма, магний-серебро, кадмий-мышьяк и др.) металлических и соляных систем. Разработал способ получения чистой платины, определил её свойства.
Изучал двойные безводные соляные системы. Искал способы использования соляных богатств Советского Союза (каспийского залива Кара-Богаз-Гола и соляных озёр в Крыму). Из вод первого по предложенному Жемчужным и Курнаковым способу добывали глауберову соль.